# Juan Pujol García
Joan Pujol i Garcia MBE (Barcelona, 14 de fevereiro de 1912 — Caracas, 10 de outubro de 1988) foi um agente-duplo espanhol (catalão) que atuou durante a Segunda Guerra Mundial usando o codinome Garbo do lado aliado e Alaric do lado nazista, e cujas ações tiveram papel crucial ao sucesso do Dia D.
Pujol foi um espião que atuou como agente-duplo leal à Grã-Bretanha contra a Alemanha Nazista durante a Segunda Guerra Mundial, quando se mudou para a Grã-Bretanha para realizar atividades de espionagem fictícia para os alemães. Ele recebeu o codinome Garbo pelos britânicos; seus colegas alemães o apelidaram de Alaric e se referiram à sua rede de espionagem inexistente como "Arabal".
Depois de desenvolver uma aversão aos regimes fascistas na Europa durante a Guerra Civil Espanhola, Pujol decidiu se tornar um espião dos Aliados como uma forma de fazer algo "pelo bem da humanidade". Pujol e sua esposa contataram as agências de inteligência britânicas e americanas, mas cada uma rejeitou sua oferta.
Implacável, ele criou uma falsa identidade como funcionário do governo espanhol fanaticamente pró-nazista e tornou-se com sucesso um agente alemão. Ele foi instruído a viajar para a Grã-Bretanha e recrutar agentes adicionais; em vez disso, mudou-se para Lisboa e criou relatórios falsos sobre a Grã-Bretanha de uma variedade de fontes públicas, incluindo um guia turístico da Grã-Bretanha, horários de trens, cinejornais e anúncios em revistas.
Embora as informações não tivessem resistido a um exame minucioso, Pujol logo se estabeleceu como um agente confiável. Ele começou a inventar subagentes fictícios que poderiam ser responsabilizados por informações falsas e erros. Os Aliados finalmente aceitaram Pujol quando os alemães gastaram recursos consideráveis tentando caçar um comboio fictício. Após entrevistas por Desmond Bristow da Seção V Seção Ibérica do MI6, Joan Pujol foi contratado. A família mudou-se para a Grã-Bretanha e Pujol recebeu o codinome de "Garbo". Pujol e seu colega Thomas Harris - oficial do MI6 de língua espanhola - passaram o resto da guerra expandindo a rede fictícia, comunicando-se com os agentes de espionagem alemães primeiro por cartas e depois por rádio. Por fim, os alemães estavam financiando uma rede de 27 agentes, todos fictícios.
Pujol teve um papel fundamental no sucesso da Operação Fortitude, a operação fraudulenta destinada a enganar os alemães sobre o momento, local e escala da invasão da Normandia em 1944. As informações falsas fornecidas por Pujol ajudaram a persuadir os alemães de que o ataque principal seria em Pas-de-Calais, de modo que mantiveram grandes forças ali antes e mesmo depois da invasão. Pujol teve a distinção de receber condecorações militares de ambos os lados da guerra - sendo condecorado com a Cruz de Ferro e tornando-se Membro da Ordem do Império Britânico.